# Dacia „Vasile Alecsandri” Galați
Dacia „Vasile Alecsandri” Galați a fost o echipă de fotbal din România care a evoluat în campionatul național. Formația a fost înființată în 1922, iar în 1926 a câștigat campionatul districtual al Dunării de Jos, obținând calificarea în turneul final pe țară, unde este însă eliminată în sferturile de finală de Colțea Brașov. A luat parte și la următoarele două turnee finale naționale, dar de fiecare dată a părăsit competiția în faza sferturilor.
Odată cu trecerea la sistemul divizionar, echipa a evoluat în Divizia B, cel mai bun rezultat fiind locul doi în sezoanele 1938-1939 și 1939-1940. După Al Doilea Război Mondial, DVA Galați are apariții în campionatele județene din Galați, pentru a dispărea definitiv în anii 1950.
In anii '80 antrenor Ciobanu...￼

#### Foști Jucători
- Anghel Crețeanu
- Vasile Naciu
- Constantin Jarca
- Postolache
- Emilian
- Lala
- Ciuca
- Pasquale